# Administrativhaft (Israel)
In Israel können zivile und militärische Stellen Administrativhaft verhängen. Es handelt sich dabei um keine Haftstrafe, sondern um eine Maßnahme zum Zweck der Sicherung der öffentlichen Ordnung. Die Haftdauer ist beschränkt, kann aber verlängert werden. Von der Haft sind fast ausschließlich Palästinenser betroffen, weshalb diese Haftform unter menschenrechtlichen Aspekten kritisiert wird. 

## Entstehung
Die heute praktizierte Administrativhaft geht auf eine 1945 von der britischen Mandatsmacht erlassenen Militärverordnung zurück.

## Rechtslage
Die israelischen Behörden dürfen alle Personen in Administrativhaft nehmen, bei denen sie annehmen, dies sei zur Aufrechterhaltung der der öffentlichen Ordnung oder zur Gewährleistung der öffentlichen Sicherheit nötig. Dies wird begründet mit dem Ausnahmezustand, da sich Israel seit seiner Gründung mit mehreren arabischen Staaten im Krieg befindet. Dabei unterscheidet sich die Praxis der Administrativhaft im eigentlichen Staatsgebiet von der in den besetzten Gebieten. Im Staatsgebiet ist die Haftdauer auf ein halbes Jahr beschränkt, kann aber beliebig verlängert werden. Inhaftierte haben das Recht, das zuständige Bezirksgericht und in zweiter Instanz das Oberste Gericht anzurufen. Da den Inhaftierten nicht immer mitgeteilt wird, weswegen sie einsitzen, wird dieses Recht von der israelischen Menschenrechtsorganisation B’Tselem als Farce abgetan. In einigen Fällen wurde Administrativhaft im Anschluss an eine vollständig verbüßte Haftstrafe verhängt.
Im Westjordanland kann Administrativhaft durch einen höheren Offizier der Israelischen Verteidigungsstreitkräfte verhängt werden. Diese Bestimmungen galten bis zum israelischen Abzug aus dem Gazastreifen 2005 auch dort. Die Inhaftierten erhalten nach acht Tagen das Recht, mit einem Rechtsbeistand zu sprechen, das Recht, ein Gericht anzurufen, wurde ihnen nach 15 bis 34 Tagen zugestanden – hier änderten sich die Bestimmungen mehrfach im Lauf der Zeit. 1970 wurde dafür das Advisory Appeals Committee eingerichtet. Es gilt aber nicht als praktikable Berufungsinstanz, da palästinensischen Administrativhäftlingen nicht immer mitgeteilt wird, welche Vorwürfe gegen sie erhoben werden. Strafgefangene in israelischen Gefängnissen sind gegenüber Administrativhäftlingen insofern besser gestellt. Im Jahr 2000 untersagte das Oberste Gericht die verbreitete Praxis, Palästinenser als „Verhandlungsmasse“ für einen anstehenden Gefangenenaustausch in Administrativhaft zu nehmen, ohne dass von ihnen eine konkrete Bedrohung ausging. Daraufhin verabschiedete die Knesset 2002 ein Gesetz, wonach dafür die bloße Mitgliedschaft in einer Organisation ausreicht, die feindliche Taten gegen Israel verübt habe. Die betreffende Person kann demnach in Haft gehalten werden, bis der Verteidigungsminister befindet, dass die Organisation ihre Feindseligkeiten eingestellt hat oder keine Bedrohung für Israel mehr ist.

## Praxis

Zahl der Administrativhäftlinge in israelischen Einrichtungen

Vor der Ersten Intifada betrug die Zahl der palästinensischen Administrativhäftlinge etwa 200 und stieg dann bis 2007 auf einen Monatsdurchschnitt von 830 an. Nach dem Terrorangriff der Hamas auf Israel 2023 stieg die Zahl noch einmal deutlich: Am 1. November 2023 soll sie über 2000 betragen haben. Laut der Menschenrechtsorganisation Amnesty International kam es in der Administrativhaft auch zu Fällen von Folter.
Administrativhäftlinge sind in der Hauptsache Palästinenser. Nur ganz vereinzelt wurden auch Juden wegen Siedlergewalt in Administrativhaft genommen. Im November 2024 teilte Verteidigungsminister Israel Katz von der Likud mit, er werde diese Praxis nicht fortsetzen. Im Januar 2025 veranlasste er die Freilassung aller fünf jüdischen Israelis, die sich derzeit in Administrativhaft befanden.
Administrativhäftlinge machen einen großen Teil der palästinensischen Gefangenen aus, die bei dem Waffenstillstandsabkommen zwischen Israel und der Hamas vom 15. Januar 2025 freikommen sollen.

## Kritik
Weil von Administrativhaft nahezu ausschließlich Palästinenser betroffen sind, verstehen verschiedene Menschenrechtsorganisation sie als Teil eines Systems dauerhafter Diskriminierung und werfen Israel vor, in den besetzten Gebieten völkerrechtlich verbotene Apartheid zu betreiben. Dieser Vorwurf wurde sowohl von der israelischen Regierung als auch von dem deutschen Botschafter in Israel, Steffen Seibert, zurückgewiesen.